# 鹿児島県立屋久島高等学校
鹿児島県立屋久島高等学校（かごしまけんりつやくしまこうとうがっこう）は、鹿児島県熊毛郡屋久島町宮之浦にある県立の高等学校。屋久島内に唯一所在する公立の高等学校である。

## 設置学科
全日制課程普通科・情報ビジネス科があり、県内で唯一の環境コースも設置されている。現在、全校生徒数は289名。

## 部活動
現在活動している部活動は以下のとおり。
運動部
- 野球部
- サッカー部
- 男子バスケットボール部
- 男子バレーボール部
- 女子バレーボール部
- 男女バドミントン部
- 弓道部
- 剣道部
- テニス部
- 山岳部

文化部
- 吹奏楽部
- 書道部
- 美術部
- 演劇部

## 沿革
- 1948年（昭和23年） - 鹿児島県立種子島高等学校の分校として開校
- 1949年（昭和24年） - 鹿児島県村立上屋久高等学校として独立、一湊教場新設（普通科（本科）・家庭科（別科））
- 1950年（昭和25年） - 校章制定
- 1951年（昭和26年） - 校名を屋久島高等学校と改称　鹿児島県立に移管認可
- 1952年（昭和27年） - 永田・一湊教場を昭和27年度より募集を停止
- 1952年（昭和28年） - 一湊教場、永田教場卒業式ならびに閉校式　本校別科農業科廃止　旧館改装工事完了

## 所在地
- 鹿児島県熊毛郡屋久島町宮之浦2479-1

## 著名な出身者
- 鎌田道隆 - 歴史学者（日本近世史）、奈良大学学長・名誉教授
- 寺田菜々海 - アナウンサー（テレビ熊本）
- 藤山伸之助 - シンガーソングライター